# Piñata – Dämoneninsel
Piñata – Dämoneninsel (auch bekannt unter dem Originaltitel Demon Island, Piñata oder Piñata: Survival Island) ist ein US-amerikanischer Horrorfilm aus dem Jahr 2002. In der Internet Movie Database wird der Film in der Liste der 100 Filme mit der schlechtesten Bewertung geführt (Stand: April 2015).

## Handlung
Vor langer Zeit wurde von den Bewohnern eines mittelamerikanischen Dorfes eine Piñata hergestellt. In diese wurden anschließend alle Sünden der Dorfbewohner übertragen. Im Anschluss daran wurde die Piñata auf das Meer hinausgeschickt.
Jahrhunderte später feiern einige Studenten auf einer Insel ein ausgelassenes Wochenende. Im Rahmen eines Spieles, bei dem immer Pärchen die Insel nach versteckter Unterwäsche absuchen, finden zwei von ihnen die verfluchte Piñata. Da auch Piñatas mit Getränken versteckt sein sollen, versuchen sie die tönerne Piñata zu öffnen. In der Folge erwacht diese zum Leben und beginnt die Studenten zu töten.

## Kritik
„2015 stand Demon Island in der Liste der 100 von den Nutzern am schlechtesten bewerteten Filme in der Internet Movie Database. Ich persönlich würde ihn nicht zu den 100 schlechtesten Filmen aller Zeiten zählen. […] Nichtsdestotrotz kommt diese Bewertung nicht von ungefähr.“